# 加水分解
加水分解（かすいぶんかい、英: Hydrolysis）あるいは水解（すいかい）とは、反応物に水が反応し、分解生成物が得られる化学反応のことである。このとき水分子は、生成物の上で H（プロトン成分）と OH（水酸化物成分）とに分割して取り込まれる。反応形式に従った分類により、加水分解にはいろいろな種類の反応が含まれる。
化学式ABで表される化合物が極性を持ち、Aが陽性、Bが陰性であるとき、ABが水と反応するとAはOHと結合し、BはHと結合する形式の加水分解が起こるのが一般的である。
{\displaystyle {\ce {AB + H2O -> AOH + BH}}}
加水分解の逆反応は脱水縮合である。

## 有機化合物の加水分解
カルボン酸誘導体、例えばエステル・アミドなどは、加水分解により元のカルボン酸に戻る。水酸化ナトリウムなど、塩基を用いたエステルの加水分解を特に鹸化（けんか）と呼ぶ。これらはカルボニル基へ水、もしくは水酸化物イオンが作用する付加脱離反応で進行する化学反応である。 
アセタール、ヘミアセタールは加水分解により元のアルデヒドにもどり、ケタール、ヘミケタールは加水分解により元のケトンに戻る。通常は酸を触媒とし、中間体としてカルボカチオンを経由する。
以下に主な置換基の加水分解と生成物を示す。
- エステル → カルボン酸 + アルコール
- アミド → カルボン酸 + アミン
- チオエステル → カルボン酸 + チオール
- アセタール → アルデヒド + アルコール
- ヘミアセタール → アルデヒド + アルコール
- ケタール → ケトン + アルコール
- ヘミケタール → ケトン + アルコール

各置換基の加水分解の特性・条件についてはそれぞれ左辺の項目に詳しい。また、これらの反応は生体内では酵素が関与する場合が多く、基質により異なる酵素が作用するが、それらの酵素を総称して加水分解酵素（ヒドロラーゼ）と呼ぶ。

## 塩の加水分解
酸および塩基の解離平衡定数が小さい物質が塩を形成した場合、水溶液にした際に化合物の一部は元の遊離酸・塩基を生成するが、これを塩の加水分解と呼ぶことがある。弱酸から生成する陰イオンは水からプロトンを引き抜き水酸化物イオンを生成し、弱塩基から生成する陽イオンは水と反応してオキソニウムイオンを生成する。記事化学平衡に詳しい。
{\displaystyle {\ce {CH3COO- + H+ -> CH3COOH}}}
{\displaystyle {\ce {CH3COO- + H2O <=> CH3COOH + OH-}}}
{\displaystyle {\ce {(CH3COONa + H_2O <=> CH3COOH + Na+ + OH- )}}}
{\displaystyle {\ce {NH4+ + H2O <=> {NH3}+ H3O+}}}

## 無機化合物の加水分解
ハロゲン化物など求電子性の高い無機化合物には、加水分解を受けてハロゲン化水素とともに水酸化物やオキソ酸を与えるものがある。塩化チタン(IV) は空気に触れると白煙を生じるが、これは湿気により加水分解を受けて酸化チタン(IV) に変わるためである。
{\displaystyle {\ce {FeCl3 + 3H2O -> Fe(OH)3 + 3HCl}}}
{\displaystyle {\ce {SO2Cl2 + 2H2O -> H2SO4 + 2HCl}}}
{\displaystyle {\ce {TiCl4 + 2H2O -> TiO2 + 4HCl}}}
有機金属化合物も以下のような加水分解を受ける。反応性は化合物により異なる。ジエチル亜鉛など、空気中の湿気に触れると発火する化合物も知られる。
{\displaystyle {\ce {R_{n}M + n H2O -> RH + M(OH)_{n}}}}

## 経年劣化としての加水分解
ポリエステル系ポリウレタンやEVAといった材質は加水分解を起こすので、それらが利用されている製品では、ボールペン等の表面がべた付く、運動靴のソールが剥がれる等の経年劣化として観察される。